# Rikki Fulton
Pour les articles homonymes, voir Fulton.
Rikki Fulton est un acteur, humoriste et scénariste écossais né le 15 avril 1924 à Glasgow (Royaume-Uni), mort le 27 janvier 2004 à Glasgow (Royaume-Uni).
Souffrant de la maladie d'Alzheimer dans ses dernières années, Fulton est décédé en 2004, à l'âge de 79 ans .

## Biographie
Le plus jeune de trois frères , Robert Kerr Fulton est né dans une famille non théâtrale au 46 Appin Road , àdans le quartier de Dennistoun à Glasgow . La mère de Fulton, qui avait 40 ans au moment de sa naissance, a développé une grave dépression post-partum. Pour cette raison, Fulton a grandi comme un "enfant solitaire" et a développé une "habitude de lecture vorace" tout au long de son enfance . Son père était un maître serrurier qui a changé de métier, achetant un marchand de journaux et une papeterie au 28 Roebank Street, Dennistoun . À l'âge de trois ans, Fulton et sa famille déménagent à Riddrie, un autre quartier de Glasgow . Là, il fréquente l'école primaire locale, mais retourne ensuite à Dennistoun pour ses études secondaires à Whitehill Secondary School.
Fulton a terminé ses études en 1939 et a décidé d'entrer dans le monde du théâtre après une visite dans les coulisses du Glasgow Pavilion Theatre . En 1941, à 17 ans, Fulton rejoint la Royal Navy. L'année suivante, il est muté sur le HMS Ibis, mais en novembre, le sloop est coulé dans la baie d'Alger. Fulton passe cinq heures dans l'eau avant d'être secouru . Il rejoint ensuite les Forces côtières pour le jour J, voyageant entre Gosport et Arromanches avec des fournitures essentielles au débarquement. En 1945, quatre ans après son inscription, Fulton a été invalidé de la Marine en raison de syncopes , le laissant avec le grade de sous-lieutenant .

## Filmographie

### comme acteur
- 1953 : Laxdale Hall : First Poacher
- 1960 : The Rikki Fulton Show (TV) : Various characters
- 1962 : The Adventures of Francie and Josie (série TV) : Josie
- 1977 : The Scotched Earth Show (TV) : Various Characters
- 1978 : Scotch & Wry (série TV) : Various
- 1978 : Out with the Old, in with the New (TV)
- 1979 : The Miser (TV) : Laird o' Grippy
- 1979 : Charles Endell, Esq (série TV) : Alastair Vint
- 1981 : Boswell for the Defence (feuilleton TV)
- 1981 : The Winter's Tale (TV) : Autolycus
- 1981 : The Dollar Bottom : Karl
- 1983 : Local Hero : Geddes
- 1983 : Gorky Park : Maj. Pribluda
- 1984 : Joie et Réconfort : Hilary
- 1986 : The Holy City (TV)
- 1986 : Scotch & Wry (vidéo) : Various
- 1986 : The Girl in the Picture : The Minister
- 1987 : Double Scotch & Wry (vidéo) : Various
- 1989 : Francie and Josie (TV) : Josie
- 1990 : Triple Scotch & Wry (vidéo) : Various
- 1992 : Scotch & Wry 4: Rikki Fulton Prince of Pochlers (vidéo) : Various
- 1993 : Tis' the Season to be Jolly (TV) : Rev. I.M. Jolly
- 1994 : Jolly a Man for All Seasons (TV) : Rev I.M.Jolly
- 1994 : The Tales of Para Handy (série TV) : McPhail
- 1995 : Jolly: A Life (TV) : Rev. I.M. Jolly
- 1996 : Francie & Josie: The Farewell Performance (vidéo) : Josie
- 1999 : It's a Jolly Life (TV) : Rev. I.M. Jolly
- 2004 : Rikki Fulton's Rev. IM Jolly & Friends (vidéo) : Various characters

### comme scénariste
- 1960 : The Rikki Fulton Show (TV)
- 1986 : Scotch & Wry (vidéo)
- 1989 : Francie and Josie (TV)
- 1993 : Tis' the Season to be Jolly (TV)
- 1994 : Jolly a Man for All Seasons (TV)
- 1995 : Jolly: A Life (TV)
- 1996 : Francie & Josie: The Farewell Performance (vidéo)
- 1997 : The Best of Rikki Fulton: Rikki Fulton's Scotch & Wry Hogmanay 1996 (vidéo)
- 1999 : It's a Jolly Life (TV)
- 2004 : Rikki Fulton's Rev. IM Jolly & Friends (vidéo)